# Norbert Trandafir
Norbert Trandafir (n. 8 februarie 1988, Târgu Mureș, România) este un înotător român specializat pe stil liber, campion european la juniori în 2006, vicecampion mondial universitar în 2011 și laureat cu bronz la Campionatul European din 2012.

## Carieră
S-a apucat de natație la vârsta de 5 ani la CSS Târgu Mureș sub îndrumarea lui Francisc Fulop. Apoi a fost antrenat de Sanda Ștefănescu și Atilla Peteley. A fost campion național și deținător recordului național la juniori. În 2006 a devenit campion european junior pe proba de 50 m stil liber cu timpul de 22,80 s. Câteva luni mai târziu a suferit un accident de motocicletă în timp ce revenea de la antrenament și a trebuit să stea trei luni în pat.
A participat la probele de 50 m stil liber, 100 m stil liber și 4×100 m mixt din cadrul Jocurilor Olimpice din 2008 de la Beijing, oprindu-se de fiecare dată în serii. În anul următor s-a calificat la Campionatele Mondiale de natație 2009 de la Roma, unde a stabilit un nou record al României cu timpul de 48,75 s.
În anul 2011 s-a transferat la CSM Bacău, unde este pregătit până în prezent de Ovidiu Galeru. În același an, a cucerit medalia de argint la Universiada de vară din 2011 de la Shenzhen. În anul 2012 s-a clasat pe locul trei la Campionatul European de natație de la Debrețin, cu timpul de 49,09 s. Astfel s-a calificat la Jocurile Olimpice din 2012 de la Londra. De data asta a trecut de serii în proba de 50 m stil liber, dar nu a putut să se califice în finală.
În anul 2013 a ajuns în semifinală la proba de 50 m stil liber din cadrul Campionatului Mondial de la Barcelona, stabilind un nou record național cu timpul de 21,98 s. După aceea a decis să ia o pauză competițională, revenind la bazin la Campionatele Internaționale de înot ale României din 2015.
În mai 2016 s-a calificat la Jocurile Olimpice din 2016 de la Rio de Janeiro după ce a realizat timpul de 22,12 secunde în semifinalele Campionatului European de la Londra. În proba olimpică de 50 m liber, nu a putut trece de semifinală.

## Legături externe
- Prezentare la Federația Română de Natație și Pentatlon Modern
- en  Norbert Trandafir la Sports-Reference.com (arhivat la 1 aprilie 2020)